# Халиков, Фиринат Гаптухаевич
 Фиринат Гаптухаевич Халиков (тат. Фиринат Габделхәй улы Халиков; род. 28 августа 1957, Донецк, Донецкая область, Украинская ССР, СССР) — художник, художник-живописец, член Союза художников СССР и РФ (1989). Заслуженный деятель искусств Республики Татарстан (2001), лауреат Государственной премии Республики Татарстан имени Габдуллы Тукая (2006). Главный художник Московской Соборной мечети, автор фасадов и интерьеров (2008—2015). Академик Российской академии художеств (2020, член-корреспондент с 2012 года).

## Биография
Фиринат Халиков родился 28 августа 1957 года в Донецке, когда ему было три года, родители переехали в деревню Шуда Балтасинского района, где Татарстан граничит с Кировской областью и Марий Эл. После службы в рядах Советской армии в Германии, учился в сельхозтехникуме. В 1983 году окончил Вятское художественное училище имени А. А. Рылова, дипломная мастерская живописца П. С. Вершигорова, прошёл обучение в Творческой мастерской живописи Академии художеств России (1996).
Халиков автор и участник более 70 международных, всероссийских и региональных выставочных проектов в Москве, Будапеште, Пизе, Стамбуле, Хельсинки, штаб-квартире ЮНЕСКО в Париже и др. Его работы находятся в музеях России, в том числе в Русском музее Санкт-Петербурга, в Государственном историческом музее Москвы, в собраниях Министерства культуры и Художественного фонда России, включены в школьные учебники по истории России и Татарстана, альманахи и энциклопедии, в Большую Советскую и Большую Российскую энциклопедии, зарубежные издания. 20 работ художника включены в «Большой атлас Татарстана». Персональные выставки Ф. Г. Халикова прошли в залах академии художеств, в Третьяковской галерее.
В 2005 году в издательстве «Заман» вышла книга-альбом «Фиринат Халиков. Вечная Казань», затем в издательстве «Белый город» в серии «Мастера живописи. Русские художники» — книга «Фиринат Халиков»; обе посвящённые творчеству художника.

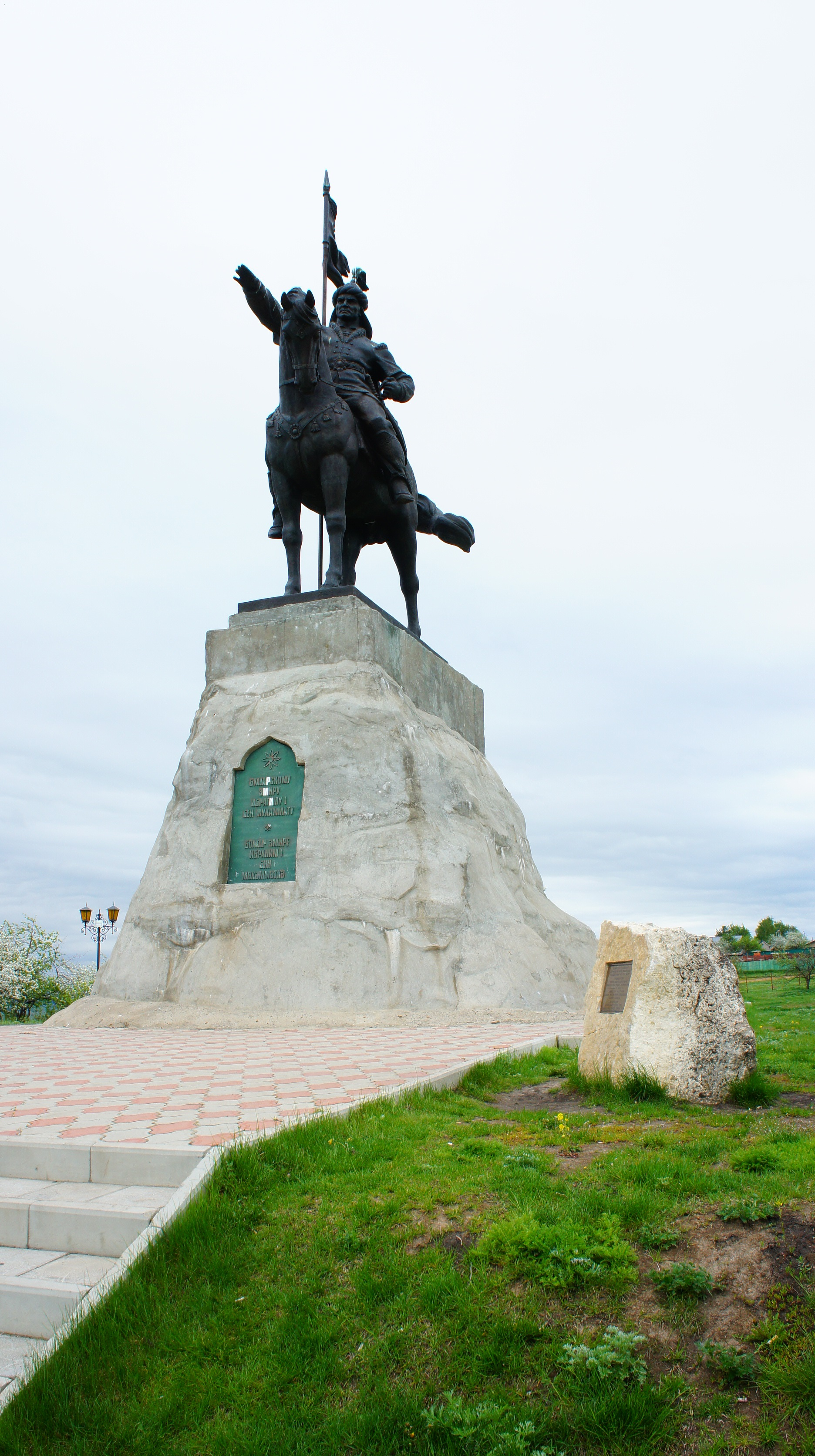
Конный памятник эмиру Ибрагиму I бен Мухаммад. Авторы памятника: художник Фиринат Халиков, скульптор Махмуд Гасимов и архитектор Марат Максудов.

Худож. Ф. Халиков Последний бой у мечети Кул-Шариф.

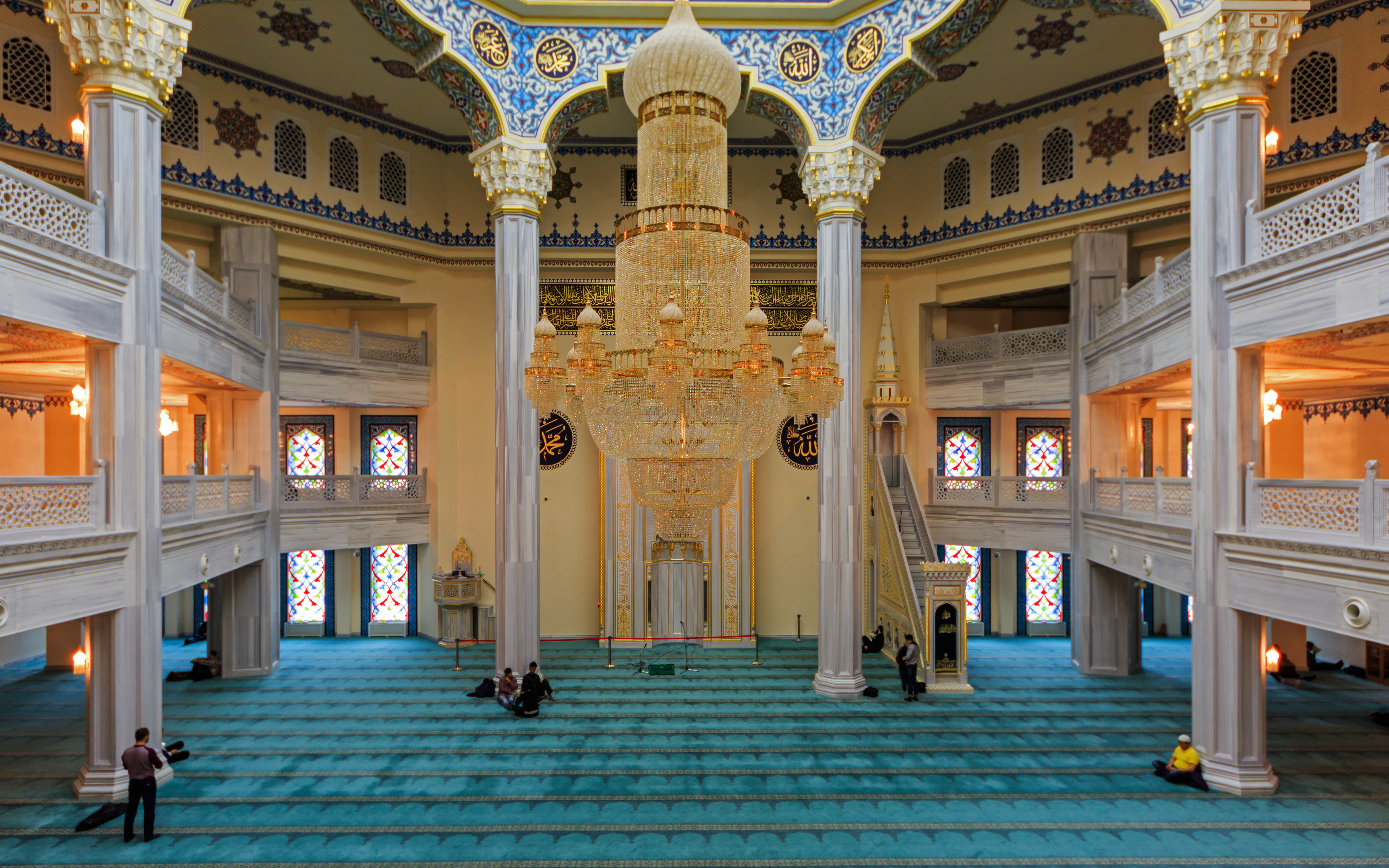
Внутреннее убранство новой Московской соборной мечети.

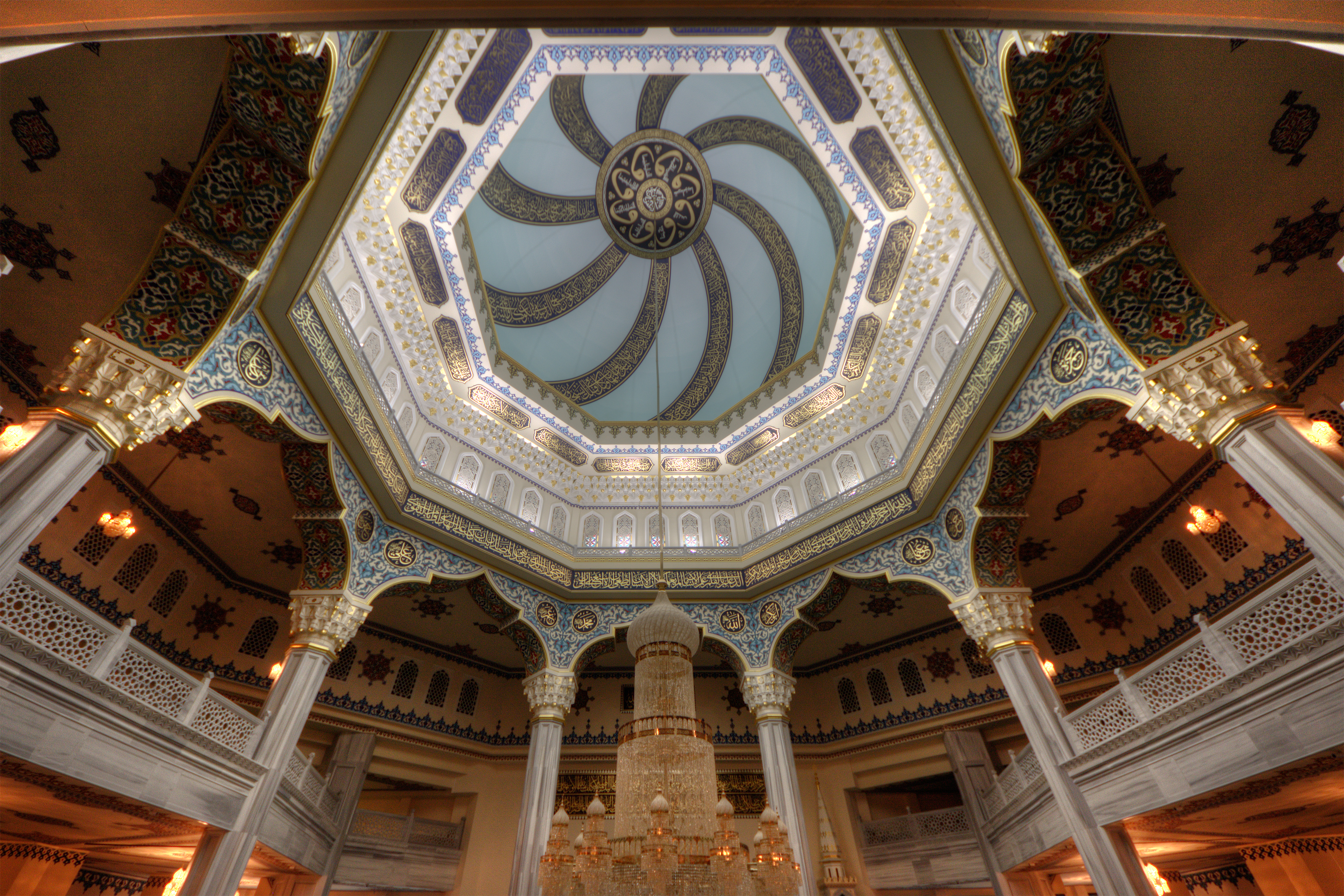
Интерьер новой Московской соборной мечети.

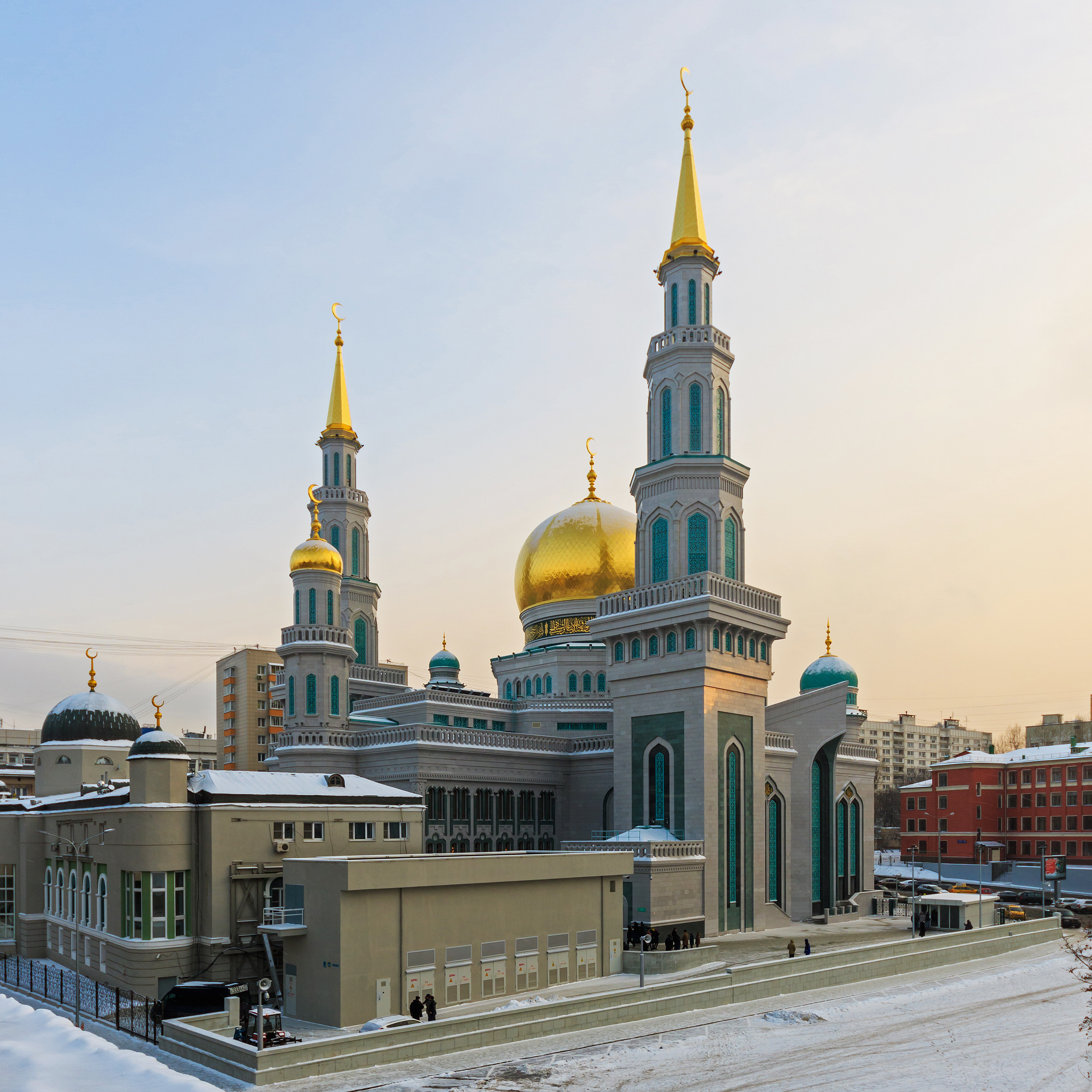
Московская соборная мечеть.

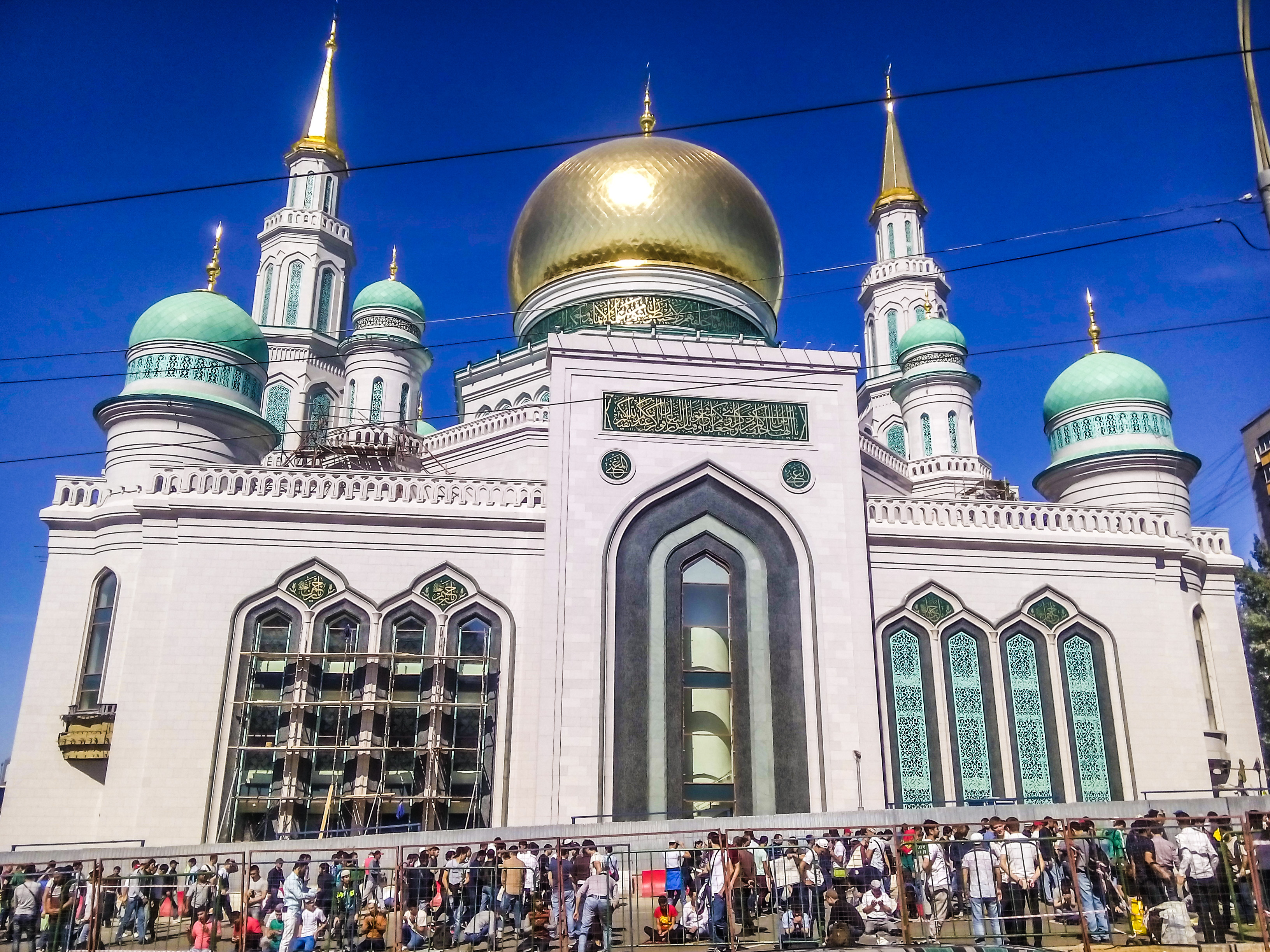
Московская соборная мечеть (2015).

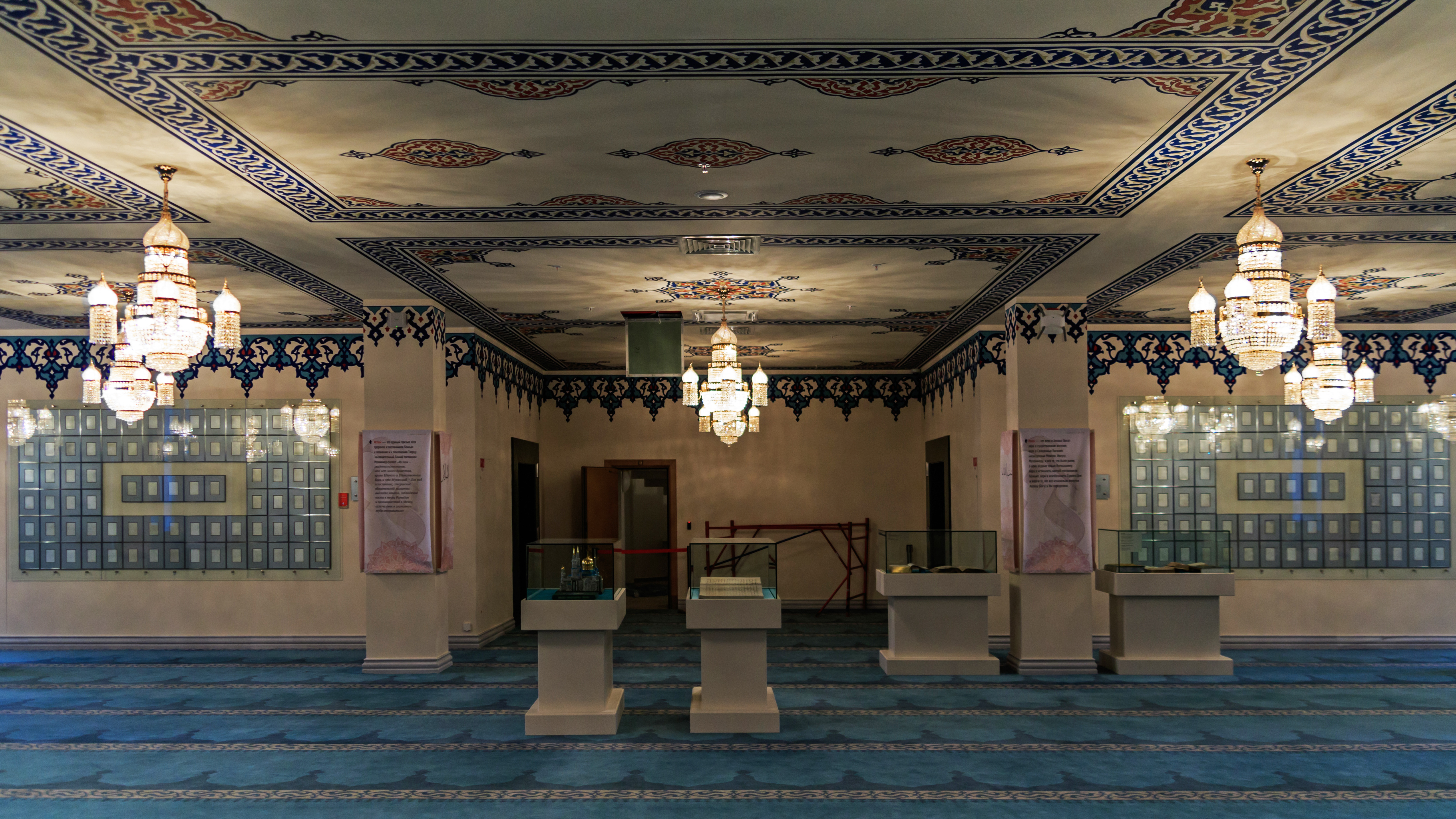
Московская соборная мечеть, интерьер (2016).

В 2008 году Фиринат Гаптухаевич Халиков стал Главным художником Московской соборной мечети, выиграв международный конкурс Совета муфтиев России на создание проекта архитектурно-художественного решения, дизайна фасада и интерьеров главного мусульманского храма страны.
30 августа 2017 года за многолетнюю творческую деятельность руководство Российской академии художеств наградило Фирината Халикова золотой медалью графа Шувалова, а за огромный вклад в развитие изобразительного искусства Республики Татарстан художник был удостоен памятной медали Мусы Джалиля.
В настоящее время Фиринат Халиков является руководителем Творческой мастерской живописи Российской академии художеств в Казани.

## Персональные выставки
- Выставки в Казани (1997, 2003, 2005, 2008, 2012)
- Персональная выставка в Париже. Штаб-квартира ЮНЕСКО (2001)
- В Москве (залы Академии художеств 2003, 2013)
- В Хельсинки (2002)
- В Пизе, Италия (2003)
- Персональная выставка к 50-летию художника. Национальная художественная галерея «Хазинэ», Казань (2008)
- Персональная выставка в зале изобразительных искусств Поволжского отделения РАХ «Лаврушинский 15» (2014)[6]
- Персональная выставка в Российской Академии Художеств (2017)
- «Юбилейная» персональная выставка в национальной художественной галерее «Хазинэ», Казань (2018)

## Звания
- Заслуженный деятель искусств Республики Татарстан (2001)
- Член-корреспондент Российской академии художеств (2012)
- Академик Российской академии художеств (2020)

## Награды и премии
- Медаль «В память 1000-летия Казани» (2005);
- Диплом Российской академии художеств (2005)
- Государственная премия Республики Татарстан имени Габдуллы Тукая (2006)
- Серебряная медаль Российской академии художеств (2013)
- Золотая медаль Российской академии художеств (2016)
- Золотая медаль графа Шувалова (2017)
- Памятная медаль Мусы Джалиля (2017)
- Золотая медаль Союза художников России
- Медаль Союза Муфтиев России «За духовное единение»
- Благодарственное письмо первого заместителя мэра Москвы за авторство фасадов Московской соборной мечети

## Государственная и общественная деятельность
- Член партии «Единая Россия».

## Цитаты
Мы гордимся вами — достойным сыном Татарстана, имя которого вписано в историю отечественного изобразительного искусства наряду с выдающимися мастерами живописи. В ваших уникальных полотнах возродилась многовековая история татарского народа, на которых вы явили миру образы легендарных личностей доселе известных нам лишь по рассказам и письменным источникам. Художественная реконструкция эпохальных событий в судьбе татарского народа, выполненная вами в особо выразительном стиле, была востребована временем. Ваши работы способствовали росту самосознания нашего народа, который всегда хранил память о своей государственности.
— Минтимер Шарипович Шаймиев

На родине Ф. Г. Халиков стал известен, найдя центральную тему своего творчества— масштабные полотна, живописные реконструкции, посвященные национальной истории Татарстана. Исторический пейзаж, многофигурные композиции и жанровые сцены отражают взгляд художника на историю Казани, жизнь известных исторических персонажей и героев народных преданий, таких как Улу Мухаммед, царица Сююмбике, Шах Али. В экспозиции представлен ряд этюдов к программным полотнам «Светозарная Казань», «Ушедшее. Древняя Казань», «Казанский посад».
— Юбилейная выставка произведений Фирината Халикова. 2018.